# Besnik Prenga
Besnik Prenga (Mirditë, 5 giugno 1969) è un allenatore di calcio ed ex calciatore albanese, di ruolo centrocampista.

## Biografia
Suo figlio Herdi è anch'egli un calciatore.

## Carriera

### Nazionale
Ha collezionato 2 presenze con la nazionale albanese.

## Statistiche

### Presenze e reti nei club
Statistiche aggiornate al 6 maggio 2005.
| Stagione           | Squadra             | Campionato         | Campionato | Campionato | Coppe nazionali | Coppe nazionali | Coppe nazionali | Coppe continentali | Coppe continentali | Coppe continentali | Altre coppe | Altre coppe | Altre coppe | Totale | Totale |
| Stagione           | Squadra             | Comp               | Pres       | Reti       | Comp            | Pres            | Reti            | Comp               | Pres               | Reti               | Comp        | Pres        | Reti        | Pres   | Reti   |
| ------------------ | ------------------- | ------------------ | ---------- | ---------- | --------------- | --------------- | --------------- | ------------------ | ------------------ | ------------------ | ----------- | ----------- | ----------- | ------ | ------ |
| 1989-1990          | Kastrioti           | KD                 | 0          | 0          | CA              | 0               | 0               | -                  | -                  | -                  | -           | -           | -           | 0      | 0      |
| 1990-1991          | Kastrioti           | KP                 | 17         | 4          | CA              | 0               | 0               | -                  | -                  | -                  | -           | -           | -           | 17     | 4      |
| Totale Kastrioti   | Totale Kastrioti    | Totale Kastrioti   | 17         | 4          |                 | 0               | 0               |                    | -                  | -                  |             | -           | -           | 17     | 4      |
| 1991-1992          | Partizani Tirana    | KP                 | 23         | 9          | CA              | 0               | 0               | CdC                | 2                  | 0                  | -           | -           | -           | 25     | 9      |
| 1992-1993          | Dubrava             | 2. HNL             | 0          | 0          | CC              | 0               | 0               | -                  | -                  | -                  | -           | -           | -           | 0      | 0      |
| 1993-gen. 1994     | Dubrava             | 1. HNL             | 12         | 3          | CC              | 0               | 0               | -                  | -                  | -                  | -           | -           | -           | 12     | 3      |
| Totale Dubrava     | Totale Dubrava      | Totale Dubrava     | 12         | 3          |                 | 0               | 0               |                    | -                  | -                  |             | -           | -           | 12     | 3      |
| gen.-giu. 1994     | Uljanik             | 2. HNL             | 2          | 0          | CC              | 0               | 0               | -                  | -                  | -                  | -           | -           | -           | 2      | 0      |
| 1994-1995          | Zara                | 1. HNL             | 18         | 5          | CC              | 0               | 0               | -                  | -                  | -                  | -           | -           | -           | 18     | 5      |
| 1995-1996          | Mladost 127         | 1. HNL             | 0          | 0          | CC              | 0               | 0               | -                  | -                  | -                  | -           | -           | -           | 0      | 0      |
| 1996-1997          | Mladost 127         | 1. HNL             | 21         | 7          | CC              | 0               | 0               | -                  | -                  | -                  | -           | -           | -           | 21     | 7      |
| 1997-1998          | Mladost 127         | 1. HNL             | 2          | 1          | CC              | 0               | 0               | -                  | -                  | -                  | -           | -           | -           | 2      | 1      |
| Totale Mladost 127 | Totale Mladost 127  | Totale Mladost 127 | 23         | 8          |                 | 0               | 0               |                    | -                  | -                  |             | -           | -           | 23     | 8      |
| 1998-1999          | Maccabi Petah Tiqwa | LL                 | 3          | 1          | CI+CdL          | 0+0             | 0               | -                  | -                  | -                  | -           | -           | -           | 3      | 1      |
| 2000-2001          | Čakovec             | 1. HNL             | 10         | 2          | CC              | 0               | 0               | -                  | -                  | -                  | -           | -           | -           | 10     | 2      |
| Totale carriera    | Totale carriera     | Totale carriera    | 108+       | 32+        |                 | 0               | 0               |                    | 2                  | 0                  |             | -           | -           | 110+   | 32+    |

### Cronologia presenze in nazionale
| Cronologia completa delle presenze e delle reti in nazionale ― Albania | Cronologia completa delle presenze e delle reti in nazionale ― Albania | Cronologia completa delle presenze e delle reti in nazionale ― Albania | Cronologia completa delle presenze e delle reti in nazionale ― Albania | Cronologia completa delle presenze e delle reti in nazionale ― Albania | Cronologia completa delle presenze e delle reti in nazionale ― Albania | Cronologia completa delle presenze e delle reti in nazionale ― Albania | Cronologia completa delle presenze e delle reti in nazionale ― Albania |
| Data                                                                   | Città                                                                  | In casa                                                                | Risultato                                                              | Ospiti                                                                 | Competizione                                                           | Reti                                                                   | Note                                                                   |
| ---------------------------------------------------------------------- | ---------------------------------------------------------------------- | ---------------------------------------------------------------------- | ---------------------------------------------------------------------- | ---------------------------------------------------------------------- | ---------------------------------------------------------------------- | ---------------------------------------------------------------------- | ---------------------------------------------------------------------- |
| 11-11-1992                                                             | Tirana                                                                 | Albania                                                                | 1 – 1                                                                  | Lettonia                                                               | Qual. Mondiali 1994                                                    | -                                                                      | 64’ 67’                                                                |
| 14-5-1994                                                              | Tetovo                                                                 | Macedonia                                                              | 5 – 1                                                                  | Albania                                                                | Amichevole                                                             | -                                                                      | 46’                                                                    |
| Totale                                                                 |                                                                        | Presenze                                                               | 2                                                                      |                                                                        | Reti                                                                   | 0                                                                      |                                                                        |